# Achille Tonni-Bazza
(Giuseppe Garibaldi)
Achille Tonni-Bazza (Roè Volciano, 17 luglio 1836 – Preseglie, 8 agosto 1863) è stato un patriota italiano, che prese parte alla spedizione dei Mille.voce a caso

## Biografia
Achille Tonni Bazza, nacque a Volciano il 17 luglio 1837 da Giovanbattista e Angela Teresa Bioni di Goglione sotto, quinto di otto figli.
Studiò a Salò e poi si spostò a Pavia per frequentare giurisprudenza.
Lasciò gli studi nel 1860 per partire con i Mille in Sicilia come soldato della 7ª compagnia guidata da Benedetto Cairoli.
Nella battaglia di Calatafimi fu ferito, a Palermo fu decorato per il valore dimostrato e promosso sergente.  Il Tonni Bazza portò a termine tutta la campagna combattendo anche nella battaglia del Volturno.
Conclusa la  spedizione dei Mille, nel febbraio 1861 venne congedato e decorato con medaglia d'oro.
Riprese gli studi e si laureò a Napoli, fu impiegato alla sottoprefettura di Salò, ma a causa degli strapazzi della guerra, morì nel 1863 compianto da molti e ricordato da Garibaldi e dallo storico volcianese Federico Odorici.
Il 26 ottobre  2013 in via Bellintano  nella frazione di Gazzane l'amministrazione comunale di Roè Volciano ha inaugurato una targa per i 150 anni della morte del garibaldino volcianese. .